# Thomas Neumann (Schauspieler)
Thomas Neumann (* 9. Februar 1946 in Nehringen, Mecklenburg-Vorpommern) ist ein deutscher Schauspieler.

## Leben
Thomas Neumann erhielt eine Schauspielausbildung von 1964 bis 1967 an der Staatlichen Schauspielschule Berlin-Niederschöneweide. Danach folgten Theaterengagements an den Bühnen am Mecklenburgischen Staatstheater Schwerin (1967–1969), am Brandenburger Theater (1969–1971), am Hans Otto Theater (1971–1977) und am Deutschen Theater Berlin (1982–2000). Seinen ersten Filmauftritt hatte er 1967 im DEFA-Film Brennende Ruhr.
Ab 2004 erlangte Neumann bundesweite Bekanntheit durch die Darstellung des Kleinganoven Hansen Hansen in der ZDF-Krimiserie SOKO Wismar.

## Filmografie (Auswahl)
- 1967: Brennende Ruhr
- 1971: Kennen Sie Urban?
- 1971: Du und ich und Klein-Paris
- 1974: Der Leutnant vom Schwanenkietz
- 1975: Lotte in Weimar
- 1976: Das Licht auf dem Galgen
- 1977: Ein irrer Duft von frischem Heu
- 1977: Feuer unter Deck
- 1977: Die Überquerung des Niagarafalls (Studioaufzeichnung)
- 1978: Jörg Ratgeb, Maler
- 1978: Bluthochzeit (Studioaufzeichnung)
- 1979: Einfach Blumen aufs Dach
- 1979: Nachtspiele
- 1981/1988: Jadup und Boel
- 1980: Solo Sunny
- 1980: Glück im Hinterhaus
- 1981: Asta, mein Engelchen
- 1986: Ein idealer Gatte (Studioaufzeichnung)
- 1987: Stielke, Heinz, fünfzehn…
- 1988: Das Herz des Piraten
- 1988: Der blaue Boll (Theateraufzeichnung)
- 1988: Die Entfernung zwischen dir und mir und ihr
- 1991: Der Verdacht
- 1991: Hüpf, Häschen hüpf (Fernsehfilm)
- 1994: Tatort: Singvogel (Fernsehreihe)
- 1995: Der Trinker
- 1997: Raus aus der Haut
- 1998: Abgehauen
- 1999: Polizeiruf 110: Mörderkind (Fernsehreihe)
- 2004: Was nützt die Liebe in Gedanken
- 2005: Tatort: Wo ist Max Gravert?
- 2009: Whisky mit Wodka
- 2010: Polizeiruf 110: Fremde im Spiegel
- 2010: Tatort: Der letzte Patient
- 2011: Tatort: Edel sei der Mensch und gesund
- 2015: Der Kriminalist – Im Namen des Vaters
- 2016: Ein Fall von Liebe (Fernsehserie, 1x15)
- 2017: Polizeiruf 110: Angst heiligt die Mittel
- 2019:  Charité (Fernsehserie, Staffel 2)

## Theater
- 1973: Alonso Alegría: Die Überquerung des Niagarafalls (Carlo) – Regie: Rolf Winkelgrund (Hans Otto Theater Potsdam)
- 1973: Friedrich Schiller: Don Carlos (Carlos) – Regie: Günter Rüger (Hans Otto Theater Potsdam)
- 1973: Ulrich Plenzdorf: Die neuen Leiden des jungen W. (Edgar) – Regie: Günter Rüger (Hans Otto Theater Potsdam)
- 1974: Alexei Arbusow: Das Märchen vom alten Arbat (Sohn) – Regie: Günter Rüger (Hans Otto Theater Potsdam)
- 1977: William Shakespeare: Ein Sommernachtstraum (Demetrius) – Regie: Günter Rüger (Hans Otto Theater Potsdam)
- 1978: Bertolt Brecht: Leben des Galilei (Andrea) – Regie: Manfred Wekwerth/Joachim Tenschert (Berliner Ensemble)
- 1981: Bertolt Brecht: Mann ist Mann (Jesse) – Regie: Konrad Zschiedrich (Berliner Ensemble)
- 1984: Federico García Lorca: Yerma (Schäfer Victor) – Regie: Klaus Erforth (Deutsches Theater Berlin – Kammerspiele)
- 1984: Heinar Kipphardt: Bruder Eichmann (Eichmann) – Regie: Alexander Stillmark (Deutsches Theater Berlin)
- 1985: Johannes R. Becher: Winterschlacht (Panzersoldat) – Regie: Alexander Lang (Deutsches Theater Berlin)
- 1985: Pedro Calderón de la Barca: Das Leben ist Traum (Basilius) – Regie: Friedo Solter (Deutsches Theater Berlin)
- 1986: Seán O’Casey: Kikeriki (Landbote Robin Adair) – Regie: Rolf Winkelgrund (Deutsches Theater Berlin)
- 1986: Johann Wolfgang von Goethe: Egmont (Schreiber Vansen) – Regie: Friedo Solter (Deutsches Theater Berlin)
- 1988: Heiner Müller: Der Lohndrücker (Geschke) – Regie: Heiner Müller (Deutsches Theater Berlin)
- 1990: Heinrich von Kleist: Der zerbrochne Krug (Schreiber) – Regie: Thomas Langhoff (Deutsches Theater Berlin)
- 1991: Peter Turrini: Der Minderleister („Italiener“) – Regie: Carl-Hermann Risse (Deutsches Theater Berlin)
- 1991: William Shakespeare/Heiner Müller: Hamlet/Maschine (Guildenstern) – Regie: Heiner Müller (Deutsches Theater Berlin)
- 1992: Alexander Ostrowski: Der Wald (Milonow) – Regie: Thomas Langhoff (Deutsches Theater Berlin)
- 2015 Tom Kühnel, Jürgen Kuttner: Eisler on the beach (Hanns Eisler) – Regie: Jürgen Kuttner, Tom Kühnel (Deutsches Theater Berlin)

## Hörspiele
- 1986: Brüder Grimm: Der Frieder und das Katherlieschen (Frieder) – Regie: Karin Lorenz (Kinderhörspiel – Litera)
- 1998: Michail Bulgakow: Der Meister und Margarita – Regie: Petra Meyenburg (Hörspiel (30 Teile) – MDR)
- 2003: Dylan Thomas: Unter dem Milchwald (Fischer/Lord Kristallglas/Alter Mann) – Regie: Götz Fritsch (Hörspiel – MDR)
- 2004: Rolf Schneider: Die Affäre d’Aubray (Guillaume, Henker) – Regie: Walter Niklaus (Hörspiel – MDR/RBB)
- 2006: Tom Peukert: Der fünf Minuten Klassiker – Regie: Beate Rosch (Hörspiel (Teil 7) – RBB)
- 2012: Mario Salazar: Alles Gold was glänzt, Regie: Robert Schoen (DKultur)